# Навсикл
Навсикл (др.-греч. Ναυσικλῆς) — политик и военачальник Древних Афин IV века до н. э.
В 352 году до н. э. Навсикл возглавил войско, которое Афины отправили на помощь стратегу-автократору Фокидского союза Фаиллу с целью не допустить македонян в Среднюю Грецию. Миссия Навсикла была успешной. Впоследствии, в 346 году до н. э. Навсикл входил в число десяти афинских послов к македонскому царю Филиппу II.
В начале своей карьеры Навсикл принадлежал к политической партии Евбула, однако впоследствии присоединился к сторонникам его оппонента Демосфена.

## Биография
Навсикл родился в семье Клеарха из дема Оа. В. Кролл датировал год его рождения временем около 390 года до н. э., Д. Девис — между 398 и 396 годами до н. э.
Первое упоминание Навсикла в античных источниках связано с событиями 352 года до н. э. Согласно Диодору Сицилийскому, афиняне отправили войско под командованием Навсикла в пять тысяч пеших воинов и 400 всадников на помощь стратегу-автократору Фокидского союза Фаиллу. Такая поддержка была связана с опасениями в Афинах, что македонский царь Филипп II пересечёт Фермопильское ущелье, соединит свои силы с беотийцами, пройдёт Фокиду, после чего завоюет всю остальную Грецию. В целом, экспедиция Навсикла была успешной, так как Филипп II, подойдя к Фермопилам, не рискнул штурмовать крепкую оборонительную позицию и вернулся в Македонию.
Затраты на военный поход достигли 200 талантов, часть из которых оплатил Навсикл. Впоследствии, афиняне удостоили его венка.
Следующее упоминание Навсикла относится к событиям 346 года до н. э., когда он вошёл в первое посольство афинян из десяти человек к Филиппу II. При обсуждении кандидатур он предложил Эсхина. В 343 году до н. э. Эсхин также пользовался поддержкой Навсикла во время одного из судебных процессов.
Исходя из вышеизложенного, Навсикл должен был представлять правящую в Афинах в 350—340-х годах до н. э. «партию Евбула». Однако, в 330-х годах до н. э. Навсикл выступает сторонником политического оппонента Евбула Демосфена и другом Гиперида. Д. Коуквелл высказал гипотезу, что Навсикл-стратег и Навсикл-сторонник Демосфена были разными людьми-тёзками. Д. Девис опровергал возможность существования двух политически активных Навсиклов в данный период времени. Предположительно, около 340 года до н. э. Навсикл сменил политическую ориентацию и перешёл в лагерь Демосфена.
Впоследствии Навсикл несколько раз становился триерархом, не менее одного раза стратегом, предлагал связанный с мореплаванием законопроект и активно участвовал в политической жизни Древних Афин. Также, Навсикл упомянут в одной из речей Гиперида в контексте обвинения некоего сикофанта Тисида, что Навсикл разбогател благодаря разработкам незарегистрированных рудников. Обвинение провалилось, набрав менее пятой части голосов судей, что предполагало крупный денежный штраф сикофанта с запретом на судебное преследование кого-либо в будущем. Кроме гипотетических серебряных рудников Навсиклу, согласно данным эпиграфики, принадлежали крупные земельные угодья в Маронее.
У Навсикла был сын Клеарх. Историки обращают внимание, что если Навсикл принадлежал к дему Оа, то его сын — к дему Эгилия. По одной из версий, до рождения сына Навсикл на время переменил родной дем. Причина такого поступка неизвестна.
Навсикл умер до 325/324 года до н. э.

### Исследования
- Белох К. Ю. Греческая история: в 2 т. / пер. с нем. М. О. Гершензона; под ред. и со вступ. ст. Ю. И. Семёнова.. — М.: Государственная публичная историческая библиотека России, 2009. — Т. 2: Кончая Аристотелем и завоеванием Азии. — ISBN 978-5-85209-215-1.
- Уортингтон Й[нем.]. Филипп II Македонский. — СПб. — М.: Евразия — ИД Клио, 2014. — 400 с. — ISBN 978-5-91852-053-6.
- Фролов Э. Д. Греция в эпоху поздней классики (Общество. Личность. Власть). — СПб.: Издательский Центр «Гуманитарная Академия», 2001. — 602 с. — (Studia classica). — ISBN 5-93762-013-5.
- Davies J. K. Athenian Propertied Families 600—300 BC (англ.). — Oxford: Clarendon Press, 1971.
- Kroll W[нем.]. Nausikles // Paulys Realencyclopädie der classischen Altertumswissenschaft :  [нем.] / Georg Wissowa. — Stuttgart : J. B. Metzler’sche Verlagsbuchhandlung, 1935. — Bd. XVI, 2. — Kol. 2019—2020.